# Leponter

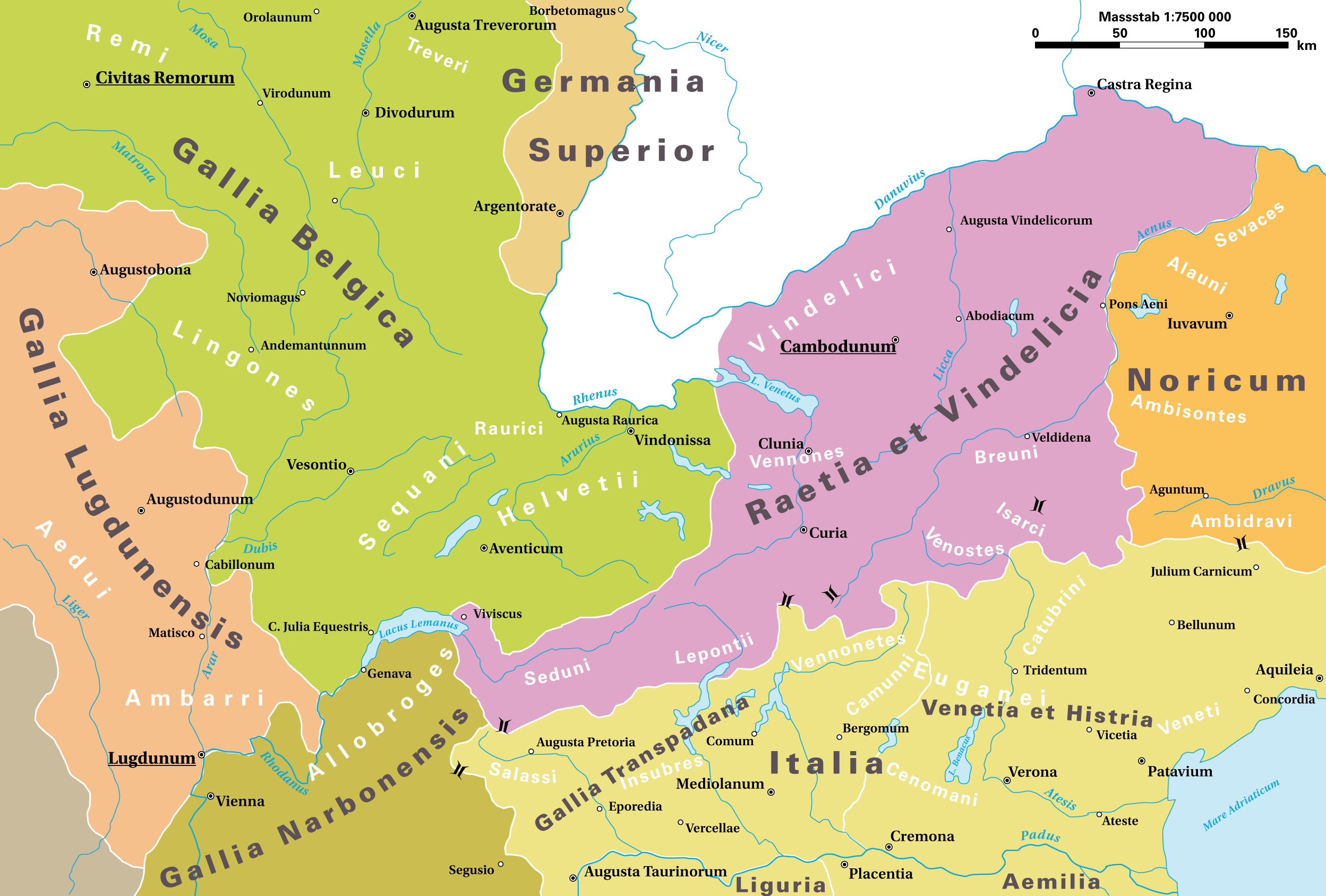
Karta som visar västra alperna år 14 e.Kr. och den geografiska placeringen på några folkstammar, bland dessa leponter i nedre Rätien.

Leponterna (på latin Lepontii) var en folkgrupp som bodde i Raetien (dagens Schweiz och nordligaste Italien) under antiken. De talade lepontiska, ett idag utdött keltiskt språk. Leponterna har omväxlande beskrivits som kelter, ligurer, räter och germaner. Arkeologiska utgrävningar visar på kopplingar mellan den protokeltiska golaseccakulturen och leponterna. Man kan dock inte utesluta att leponterna även innehöll drag av räter (som var delvis av etruskiskt ursprung). 
Leponternas största städer var Oscela i nuvarande Italien och Bilitio i nuvarande Schweiz. Deras territorium inkluderade södra sluttningarna av Gotthardpasset och Simplonpasset. Leponternas område motsvarade ungefär Ossoladalgången och den schweiziska kantonen Ticino.